# Pedro Obiang
Pedro Mba Obiang Avomo (Alcalá de Henares, 27 marzo 1992) è un calciatore spagnolo naturalizzato equatoguineano, centrocampista del Monza e della nazionale equatoguineana.

## Biografia
È il nipote del Presidente della Guinea Equatoriale Teodoro Obiang Nguema Mbasogo.

## Caratteristiche tecniche
È un centrocampista centrale, con ottime doti fisiche, dotato di visione di gioco e predisposizione al possesso palla.

## Carriera

### Club
Nato in Spagna da genitori originari di Ebebiyín in Guinea Equatoriale, cresce nelle giovanili dell'Atletico Madrid.

#### Sampdoria

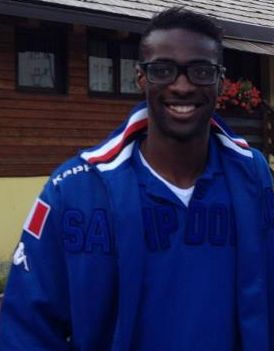
Pedro Obiang alla Sampdoria nell'agosto 2012.

Nel luglio 2008 la Sampdoria lo acquista per la cifra di 130.000 €. Nelle due stagioni successive gioca titolare negli Allievi Nazionali e nella Primavera sempre come sotto-leva. Dalla stagione 2010-2011 il nuovo mister della Sampdoria, Domenico Di Carlo, lo convoca per il ritiro estivo di Moena e lo inserisce nella rosa della prima squadra blucerchiata. Il 12 settembre 2010 esordisce in Serie A subentrando al 57' a Vladimir Koman nella partita Juventus-Sampdoria (3-3).
Poco prima della partita ha firmato un contratto quinquennale con la squadra blucerchiata. Il 16 dicembre 2010 esordisce in Europa League in Debrecen-Sampdoria (2-0). Nella stagione successiva, con la Sampdoria retrocessa in Serie B, riesce a trovare più continuità in prima squadra, venendo schierato titolare diverse volte sia da Atzori prima che da Iachini poi. Conclude la stagione con 29 presenze di Campionato e 4 dei play-off promozione, vinti proprio dalla Samp.
L'anno seguente con l'arrivo di Ferrara come allenatore viene spostato da centrocampista arretrato ad interno di centrocampo, cosa che verrà confermata anche dal mister successivo Delio Rossi. Il 27 gennaio 2013 realizza il suo primo gol in carriera e in Serie A nella partita Sampdoria-Pescara 6-0. Il 6 marzo 2013 rinnova il proprio contratto con la formazione blucerchiata fino al 30 giugno 2017. La sua prima stagione in Serie A da titolare si conclude con 34 presenze e 1 gol.
La stagione seguente Pedro, anche a causa di alcuni problemi fisici che lo fanno spesso giocare con dolore, disputa un Campionato altalenante (27 presenze in A e 2 in Coppa Italia) perdendo il posto da titolare nella formazione blucerchiata. Nel campionato 2014-2015 segna tre reti: la prima il 19 ottobre al 38º della sfida Cagliari-Sampdoria 2-2, un'altra il 21 dicembre sbloccando il risultato di Samp-Udinese 2-2 e l'ultima il 1º febbraio nella sconfitta esterna contro il Torino per 5-1. Complessivamente con la maglia della Sampdoria in cinque anni, mette insieme 139 presenze e 4 gol.

#### West Ham
Il 10 giugno 2015 la Sampdoria annuncia la cessione a titolo definitivo del giocatore al West Ham per 6,5 milioni di euro, ricavandone una grossa plusvalenza dato che nel 2008 era stato pagato soli 130.000 euro. Fa il suo esordio in Premier League il 15 agosto 2015 contro i futuri campioni d'Inghilterra del Leicester. Sempre contro il Leicester avviene l'esordio in EFL Cup (22 settembre 2015). Il 9 gennaio 2016 arriva l'esordio in FA Cup contro il Wolverhampton Wanderers. Il 28 luglio 2016 gioca la sua prima partita con il West Ham nelle competizioni europee. Il 4 febbraio 2017 arriva la prima rete con la maglia del West Ham in Premier League, nella gara vinta contro il Southampton.

#### Sassuolo
Il 24 luglio 2019 il Sassuolo ufficializza il suo acquisto dal West Ham Utd per circa 8 milioni di euro. Il 25 agosto fa il suo secondo debutto nel campionato italiano nella partita in casa del Torino, persa per 2-1. Il 5 gennaio 2020 segna il primo gol con i neroverdi in Genoa-Sassuolo (2-1). Nell’estate del 2021 è costretto a fermarsi per diversi mesi a causa di una miocardite per cui rimane in ospedale per 14 giorni, tutto ciò dopo aver avuto una broncopolmonite. Nel frattempo avvia un'azienda agricola. Dopo aver saltato l’intera stagione 2021-2022, nel luglio 2022, dopo essere guarito, torna a disposizione di mister Dionisi. Torna in campo il 2 ottobre nei minuti finali della vittoria interna per 5-0 contro la Salernitana, 504 giorni dopo l’ultima apparizione risalente al 16 maggio 2021. Il 27 marzo 2023, giorno del suo 31º compleanno, rinnova il contratto con i neroverdi fino al 2025. In stagione mette insieme quindi 18 presenze totali. Nell’ottobre seguente si procura un infortunio al tendine del bicipite femorale sinistro che lo tiene lontano dai campi per cinque mesi; torna in campo nel corso di Roma-Sassuolo del 17 marzo 2024.
A partire dalla stagione 2024-2025, Obiang veste i gradi di capitano della squadra, nel frattempo retrocessa in Serie B. Con 35 presenze e una rete, contribuisce all’immediato ritorno degli emiliani in massima serie; a fine annata, non rinnova però il proprio contratto, terminando la sua esperienza con il club neroverde dopo sei stagioni, avendo messo insieme in tutto 124 presenze e due gol.

#### Monza
Il 5 giugno 2025, Obiang firma un contratto annuale con opzione con il Monza, appena retrocesso in Serie B.

### Nazionale
Pur possedendo sia il passaporto della Guinea Equatoriale, sia quello della Spagna, ha deciso di giocare nelle selezioni giovanili iberiche. Il 13 gennaio 2009 Obiang riceve la sua prima convocazione nell'Under-17 spagnola per uno stage a Madrid.
Il 24 febbraio 2009 esordisce in una gara ufficiale dell'Under-17 iberica nel match Spagna-Romania 2-0 subentrando al 40º minuto ad Alex; esordisce, invece, dal primo minuto nel match di ritorno disputato il 26 febbraio e conclusosi 0-0. Il 20 gennaio 2011 Pedro viene convocato per la prima volta dall'Under-19 iberica per uno stage alla Ciudad del Fútbol di Las Rozas de Madrid.
Il 14 marzo 2011 Pedro è stato convocato per la prima volta dall'Under-20 spagnola per sostenere uno stage alla Ciudad del Fútbol di Las Rozas de Madrid. Il 31 gennaio 2013 il CT. della Nazionale Under-21 della Spagna, Julen Lopetegui, lo convoca per disputare la partita amichevole Belgio-Spagna del 5 febbraio, nella quale Pedro compie il suo esordio giocando la partita dal 1º minuto. Come da regolamento FIFA, tuttavia, la scelta definitiva, dopo il compimento del ventunesimo anno di età, potrà arrivare all'eventuale convocazione da parte della Nazionale maggiore.
Nel novembre 2018 sceglie di rappresentare la Guinea Equatoriale, con cui debutta il 17 del mese stesso contro il Senegal.

## Statistiche

### Presenze e reti nei club
Statistiche aggiornate al 13 maggio 2025.
| Stagione         | Squadra          | Campionato       | Campionato | Campionato | Coppe nazionali | Coppe nazionali | Coppe nazionali | Coppe continentali | Coppe continentali | Coppe continentali | Altre coppe | Altre coppe | Altre coppe | Totale | Totale |
| Stagione         | Squadra          | Comp             | Pres       | Reti       | Comp            | Pres            | Reti            | Comp               | Pres               | Reti               | Comp        | Pres        | Reti        | Pres   | Reti   |
| ---------------- | ---------------- | ---------------- | ---------- | ---------- | --------------- | --------------- | --------------- | ------------------ | ------------------ | ------------------ | ----------- | ----------- | ----------- | ------ | ------ |
| 2010-2011        | Sampdoria        | A                | 4          | 0          | CI              | 0               | 0               | UCL+UEL            | 0+1                | 0                  | -           | -           | -           | 5      | 0      |
| 2011-2012        | Sampdoria        | B                | 29+4       | 0          | CI              | 1               | 0               | -                  | -                  | -                  | -           | -           | -           | 34     | 0      |
| 2012-2013        | Sampdoria        | A                | 34         | 1          | CI              | 1               | 0               | -                  | -                  | -                  | -           | -           | -           | 35     | 1      |
| 2013-2014        | Sampdoria        | A                | 27         | 0          | CI              | 2               | 0               | -                  | -                  | -                  | -           | -           | -           | 29     | 0      |
| 2014-2015        | Sampdoria        | A                | 34         | 3          | CI              | 2               | 0               | -                  | -                  | -                  | -           | -           | -           | 36     | 3      |
| Totale Sampdoria | Totale Sampdoria | Totale Sampdoria | 128+4      | 4          |                 | 6               | 0               |                    | 1                  | 0                  |             | -           | -           | 139    | 4      |
| 2015-2016        | West Ham         | PL               | 24         | 0          | FACup+CdL       | 5+1             | 0               | UEL                | 0                  | 0                  | -           | -           | -           | 30     | 0      |
| 2016-2017        | West Ham         | PL               | 22         | 1          | FACup+CdL       | 1+3             | 0               | UEL                | 4                  | 0                  | -           | -           | -           | 30     | 1      |
| 2017-2018        | West Ham         | PL               | 21         | 2          | FACup+CdL       | 3+3             | 0               | -                  | -                  | -                  | -           | -           | -           | 27     | 2      |
| 2018-2019        | West Ham         | PL               | 24         | 0          | FACup+CdL       | 3+2             | 0               | -                  | -                  | -                  | -           | -           | -           | 29     | 0      |
| Totale West Ham  | Totale West Ham  | Totale West Ham  | 91         | 3          |                 | 21              | 0               |                    | 4                  | 0                  |             | -           | -           | 116    | 3      |
| 2019-2020        | Sassuolo         | A                | 25         | 1          | CI              | 2               | 0               | -                  | -                  | -                  | -           | -           | -           | 27     | 1      |
| 2020-2021        | Sassuolo         | A                | 33         | 0          | CI              | 1               | 0               | -                  | -                  | -                  | -           | -           | -           | 34     | 0      |
| 2021-2022        | Sassuolo         | A                | -          | -          | CI              | -               | -               | -                  | -                  | -                  | -           | -           | -           | 0      | 0      |
| 2022-2023        | Sassuolo         | A                | 17         | 0          | CI              | 0               | 0               | -                  | -                  | -                  | -           | -           | -           | 17     | 0      |
| 2023-2024        | Sassuolo         | A                | 8          | 0          | CI              | 0               | 0               | -                  | -                  | -                  | -           | -           | -           | 8      | 0      |
| 2024-2025        | Sassuolo         | B                | 35         | 1          | CI              | 3               | 0               | -                  | -                  | -                  | -           | -           | -           | 38     | 1      |
| Totale Sassuolo  | Totale Sassuolo  | Totale Sassuolo  | 118        | 2          |                 | 6               | 0               |                    | -                  | -                  |             | -           | -           | 124    | 2      |
| Totale carriera  | Totale carriera  | Totale carriera  | 341        | 9          |                 | 33              | 0               |                    | 5                  | 0                  |             | -           | -           | 401    | 9      |

### Cronologia presenze e reti in nazionale

#### Guinea Equatoriale
| Cronologia completa delle presenze e delle reti in nazionale ― Guinea Equatoriale | Cronologia completa delle presenze e delle reti in nazionale ― Guinea Equatoriale | Cronologia completa delle presenze e delle reti in nazionale ― Guinea Equatoriale | Cronologia completa delle presenze e delle reti in nazionale ― Guinea Equatoriale | Cronologia completa delle presenze e delle reti in nazionale ― Guinea Equatoriale | Cronologia completa delle presenze e delle reti in nazionale ― Guinea Equatoriale | Cronologia completa delle presenze e delle reti in nazionale ― Guinea Equatoriale | Cronologia completa delle presenze e delle reti in nazionale ― Guinea Equatoriale |
| Data                                                                              | Città                                                                             | In casa                                                                           | Risultato                                                                         | Ospiti                                                                            | Competizione                                                                      | Reti                                                                              | Note                                                                              |
| --------------------------------------------------------------------------------- | --------------------------------------------------------------------------------- | --------------------------------------------------------------------------------- | --------------------------------------------------------------------------------- | --------------------------------------------------------------------------------- | --------------------------------------------------------------------------------- | --------------------------------------------------------------------------------- | --------------------------------------------------------------------------------- |
| 17-11-2018                                                                        | Bata                                                                              | Guinea Equatoriale                                                                | 0 – 1                                                                             | Senegal                                                                           | Qual. Coppa d'Africa 2019                                                         | -                                                                                 |                                                                                   |
| 23-3-2019                                                                         | Omdurman                                                                          | Sudan                                                                             | 1 – 4                                                                             | Guinea Equatoriale                                                                | Qual. Coppa d'Africa 2019                                                         | 1                                                                                 |                                                                                   |
| 25-3-2019                                                                         | Riad                                                                              | Arabia Saudita                                                                    | 3 – 2                                                                             | Guinea Equatoriale                                                                | Amichevole                                                                        | -                                                                                 |                                                                                   |
| 4-9-2019                                                                          | Omdurman                                                                          | Sudan del Sud                                                                     | 1 – 1                                                                             | Guinea Equatoriale                                                                | Qual. Mondiali 2022                                                               | -                                                                                 |                                                                                   |
| 8-9-2019                                                                          | Malabo                                                                            | Guinea Equatoriale                                                                | 1 – 0                                                                             | Sudan del Sud                                                                     | Qual. Mondiali 2022                                                               | -                                                                                 |                                                                                   |
| 15-11-2019                                                                        | Dar es Salaam                                                                     | Tanzania                                                                          | 2 – 1                                                                             | Guinea Equatoriale                                                                | Qual. Coppa d'Africa 2021                                                         | 1                                                                                 | 54’                                                                               |
| 19-11-2019                                                                        | Malabo                                                                            | Guinea Equatoriale                                                                | 0 – 1                                                                             | Tunisia                                                                           | Qual. Coppa d'Africa 2021                                                         | -                                                                                 |                                                                                   |
| 11-11-2020                                                                        | Il Cairo                                                                          | Libia                                                                             | 2 – 3                                                                             | Guinea Equatoriale                                                                | Qual. Coppa d'Africa 2021                                                         | 1                                                                                 |                                                                                   |
| 15-11-2020                                                                        | Bata                                                                              | Guinea Equatoriale                                                                | 1 – 0                                                                             | Libia                                                                             | Qual. Coppa d'Africa 2021                                                         | -                                                                                 | 86’                                                                               |
| 25-3-2021                                                                         | Malabo                                                                            | Guinea Equatoriale                                                                | 1 – 0                                                                             | Tanzania                                                                          | Qual. Coppa d'Africa 2021                                                         | -                                                                                 |                                                                                   |
| 28-3-2021                                                                         | Radès                                                                             | Tunisia                                                                           | 2 – 1                                                                             | Guinea Equatoriale                                                                | Qual. Coppa d'Africa 2021                                                         | -                                                                                 |                                                                                   |
| 23-9-2022                                                                         | Berrechid                                                                         | Ruanda                                                                            | 0 – 0                                                                             | Guinea Equatoriale                                                                | Amichevole                                                                        | -                                                                                 |                                                                                   |
| 27-9-2022                                                                         | Casablanca                                                                        | Guinea Equatoriale                                                                | 2 – 2                                                                             | Togo                                                                              | Amichevole                                                                        | -                                                                                 |                                                                                   |
| 17-6-2023                                                                         | Malabo                                                                            | Guinea Equatoriale                                                                | 1 – 0                                                                             | Tunisia                                                                           | Qual. Coppa d'Africa 2023                                                         | -                                                                                 |                                                                                   |
| 13-10-2023                                                                        | Malabo                                                                            | Guinea Equatoriale                                                                | 0 – 0                                                                             | Burkina Faso                                                                      | Amichevole                                                                        | -                                                                                 | 60’                                                                               |
| 5-6-2024                                                                          | Tunisi                                                                            | Tunisia                                                                           | 1 – 0                                                                             | Guinea Equatoriale                                                                | Qual. Mondiali 2026                                                               | -                                                                                 |                                                                                   |
| 10-6-2024                                                                         | Malabo                                                                            | Guinea Equatoriale                                                                | 1 – 0                                                                             | Malawi                                                                            | Qual. Mondiali 2026                                                               | -                                                                                 | 76’                                                                               |
| 5-9-2024                                                                          | Orano                                                                             | Algeria                                                                           | 2 – 0                                                                             | Guinea Equatoriale                                                                | Qual. Coppa d'Africa 2025                                                         | -                                                                                 |                                                                                   |
| 9-9-2024                                                                          | Malabo                                                                            | Guinea Equatoriale                                                                | 2 – 2                                                                             | Togo                                                                              | Qual. Coppa d'Africa 2025                                                         | -                                                                                 |                                                                                   |
| 11-10-2024                                                                        | Malabo                                                                            | Guinea Equatoriale                                                                | 1 – 0                                                                             | Liberia                                                                           | Qual. Coppa d'Africa 2025                                                         | -                                                                                 |                                                                                   |
| 14-10-2024                                                                        | Monrovia                                                                          | Liberia                                                                           | 1 – 2                                                                             | Guinea Equatoriale                                                                | Qual. Coppa d'Africa 2025                                                         | -                                                                                 |                                                                                   |
| 14-11-2024                                                                        | Malabo                                                                            | Guinea Equatoriale                                                                | 0 – 0                                                                             | Algeria                                                                           | Qual. Coppa d'Africa 2025                                                         | -                                                                                 | 84’                                                                               |
| 17-11-2024                                                                        | Lomé                                                                              | Togo                                                                              | 3 – 0                                                                             | Guinea Equatoriale                                                                | Qual. Coppa d'Africa 2025                                                         | -                                                                                 | 57’ 66’                                                                           |
| Totale                                                                            |                                                                                   | Presenze                                                                          | 23                                                                                |                                                                                   | Reti                                                                              | 3                                                                                 |                                                                                   |

#### Spagna Under-21
| Cronologia completa delle presenze e delle reti in nazionale ― Spagna under 21 | Cronologia completa delle presenze e delle reti in nazionale ― Spagna under 21 | Cronologia completa delle presenze e delle reti in nazionale ― Spagna under 21 | Cronologia completa delle presenze e delle reti in nazionale ― Spagna under 21 | Cronologia completa delle presenze e delle reti in nazionale ― Spagna under 21 | Cronologia completa delle presenze e delle reti in nazionale ― Spagna under 21 | Cronologia completa delle presenze e delle reti in nazionale ― Spagna under 21 | Cronologia completa delle presenze e delle reti in nazionale ― Spagna under 21 |
| Data                                                                           | Città                                                                          | In casa                                                                        | Risultato                                                                      | Ospiti                                                                         | Competizione                                                                   | Reti                                                                           | Note                                                                           |
| ------------------------------------------------------------------------------ | ------------------------------------------------------------------------------ | ------------------------------------------------------------------------------ | ------------------------------------------------------------------------------ | ------------------------------------------------------------------------------ | ------------------------------------------------------------------------------ | ------------------------------------------------------------------------------ | ------------------------------------------------------------------------------ |
| 5-2-2013                                                                       | Malines                                                                        | Belgio under 21                                                                | 1 – 1                                                                          | Spagna under 21                                                                | Amichevole                                                                     | -                                                                              | 45’                                                                            |
| 5-9-2013                                                                       | Graz                                                                           | Austria under 21                                                               | 2 – 6                                                                          | Spagna under 21                                                                | Qual. Europeo Under-21 2015                                                    | -                                                                              | 56’                                                                            |
| Totale                                                                         |                                                                                | Presenze                                                                       | 2                                                                              |                                                                                | Reti                                                                           | 0                                                                              |                                                                                |

## Palmarès
- Campionato italiano di Serie B: 1

Sassuolo: 2024-2025